# Daniel Gimelberg
Daniel Gimelberg (Buenos Aires, 1964) es un director, guionista y director artístico argentino. 

## Biografía
Estudió arquitectura en la UBA. 

## Filmografía

### Largometrajes
- Los adoptantes (2019)
- Antes (2010)
- Hotel Room (2000)